# Pušperk (Poleň)
Pušperk (v letech 1950–1991 pod názvem Liška) je malá vesnice, část obce Poleň v okrese Klatovy v Plzeňském kraji. Nachází se asi dva kilometry západně od Poleně. Je zde evidováno 22 adres. V roce 2011 zde trvale žilo patnáct obyvatel.
Pušperk je také název katastrálního území o rozloze 4,22 km².

## Historie
První písemná zmínka o vesnici pochází z roku 1264.

## Obyvatelstvo
| Rok            | 1869 | 1880 | 1890 | 1900 | 1910 | 1921 | 1930 | 1950 | 1961 | 1970 | 1980 | 1991 | 2001 | 2011 | 2021 |
| -------------- | ---- | ---- | ---- | ---- | ---- | ---- | ---- | ---- | ---- | ---- | ---- | ---- | ---- | ---- | ---- |
| Počet obyvatel | 209  | 219  | 190  | 162  | 172  | 143  | 114  | 90   | 64   | 51   | 32   | 19   | 17   | 15   | 36   |
| Počet domů     | 25   | 24   | 20   | 20   | 20   | 21   | 21   | 22   | 22   | 16   | 13   | 18   | 19   | 19   | 20   |

## Obecní správa
Při sčítání lidu v letech 1850–1976 Pušperk byl osadou obce Poleň v okrese Klatovy. Od 30. dubna 1976 do 23. listopadu 1990 byl částí městyse Chudenice v okrese Klatovy. Od 24. listopadu 1990 je opět částí obce Poleň v okrese Klatovy.

## Pamětihodnosti
- Nad vesnicí se nachází vrch Na Pušperské skále se zříceninou hradu Pušperk.
- V katastrálním území leží i část přírodní památky Chudenická bažantnice.

## Galerie

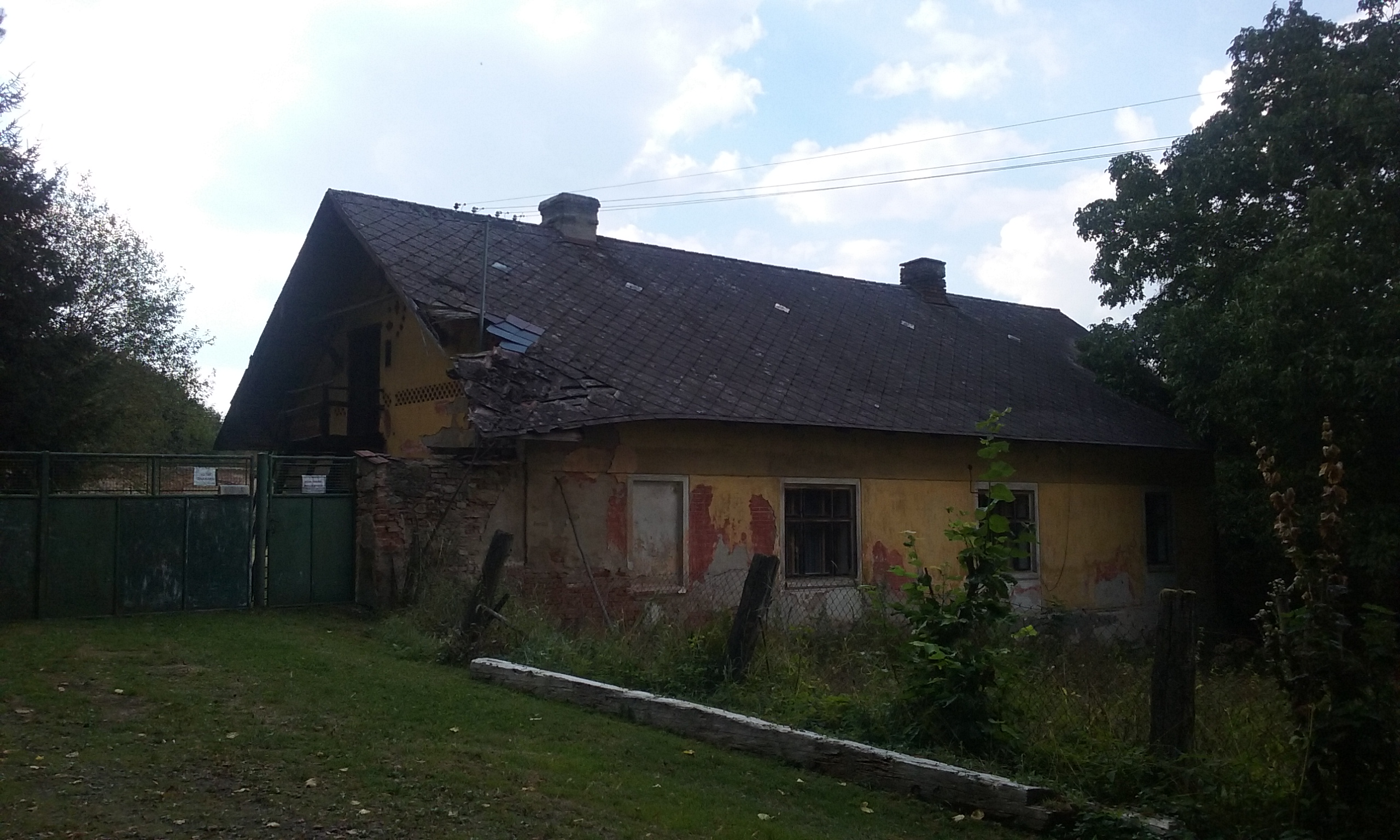
Chalupa
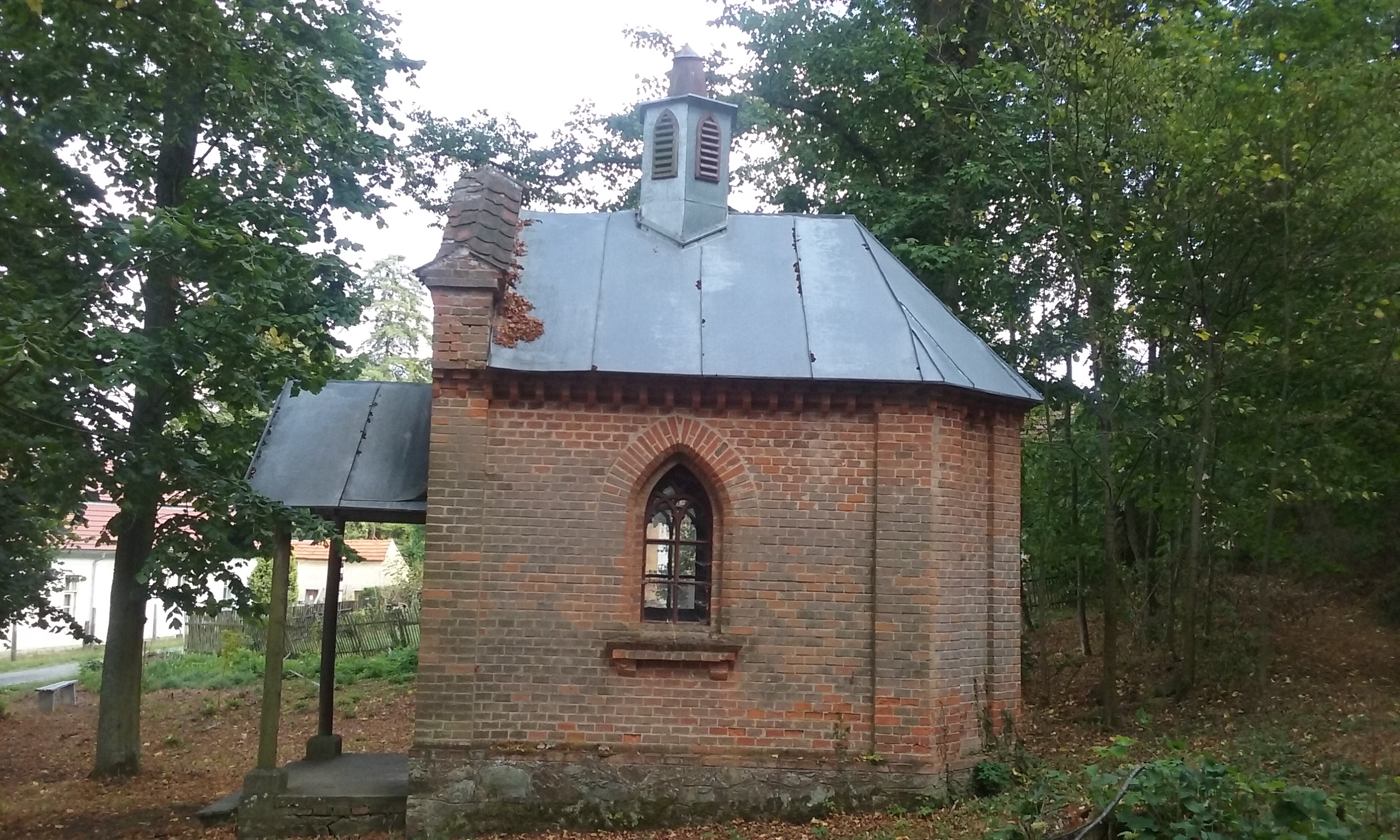
Kaplička
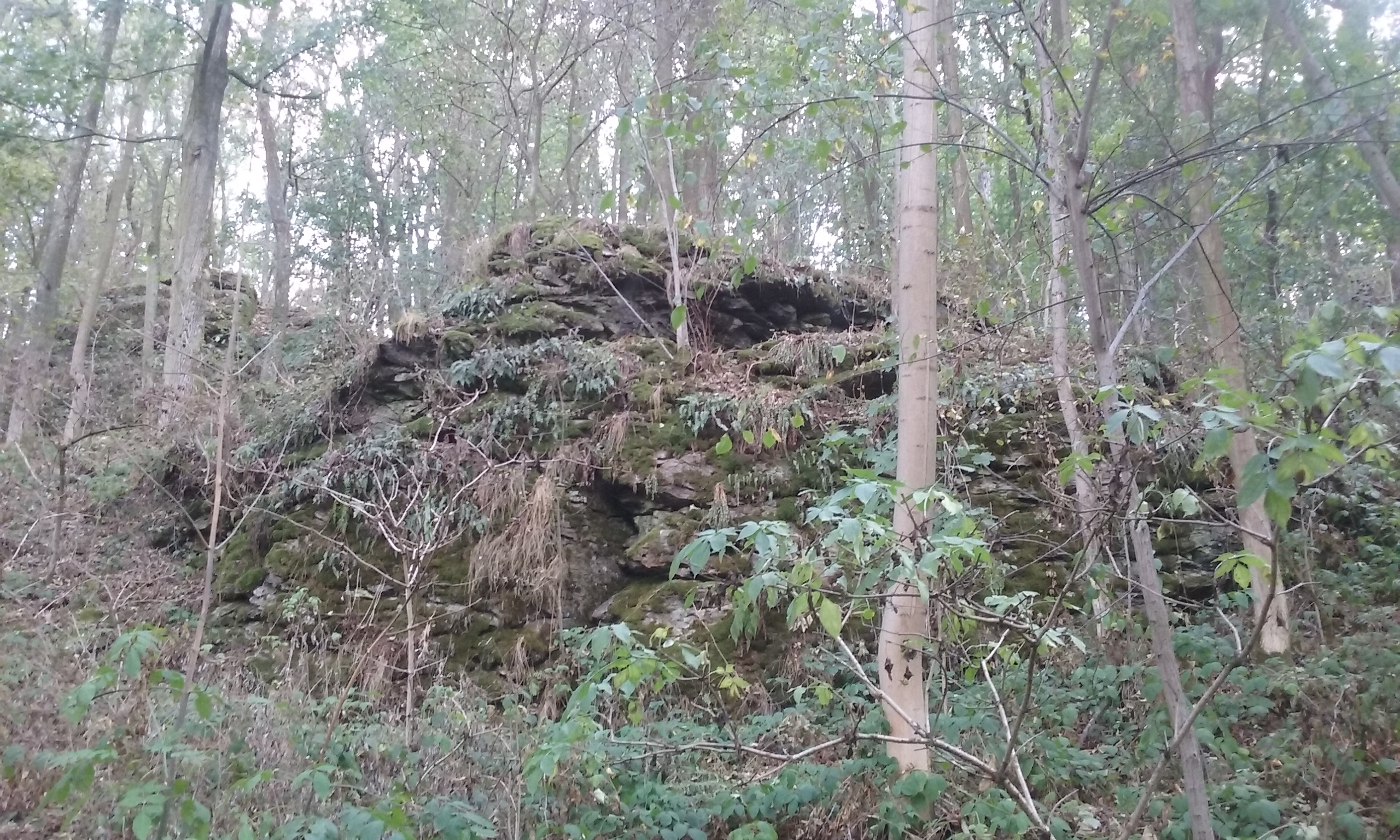
Skály